# 松田毅一
松田 毅一（まつだ きいち、1921年（大正10年）5月1日 - 1997年（平成9年）5月18日）は、日本の歴史学者。専門は、戦国時代から江戸時代初期の日欧交渉史、特にポルトガル・スペインとの関係史。京都外国語大学名誉教授。香川県高松市出身、大阪市育ち。

## 人物
ヨーロッパ各地（ポルトガル・スペイン・バチカン等）やフィリピン、マカオ等の文書館に保存されている日本関係史料の発見・翻訳・紹介に取り組み、また多数の著書・論文を発表して日本における上記分野の研究の進展に貢献する一方、こうした研究成果の一般市民への啓発・普及、関係諸国との学術・文化交流にも尽力した。
清泉女子大学教授時代に、非常勤講師として横浜国立大学でスペイン語の講義をおこない、沢木耕太郎も授業を受けている。

## 学歴
- 1944年（昭和19年） - 上智大学文学部史学科卒業
- 1947年（昭和22年） - 上智大学大学院史学研究生修了
- 1967年（昭和42年） - 立教大学より文学博士の学位を取得

## 職歴

### 教歴
- 1952年（昭和27年） - 関西学院大学講師
- 1959年（昭和34年） - スペイン・ナバラ大学客員教授
- 1961年（昭和36年） - 清泉女子大学教授
- 1972年（昭和47年） - 京都外国語大学教授
- 1990年（平成2年） - ドイツ・ケルン大学客員教授
- 1997年（平成9年） - 京都外国語大学を定年退職し名誉教授

## 受賞・叙勲
- 1969年（昭和44年） - ポルトガル政府より、C.O.ドン・エンリケ王子勲章
- 1981年（昭和56年） - 菊池寛賞、毎日出版文化賞（フロイス『日本史』の翻訳に対して）

## 著作

### 単著
- 『聖フランシスコ・サヴィエル 日本の使徒』（中央出版社、1947年）
- 『近畿キリシタン史話』（中央出版社、1949年）
- 『キリシタン研究 第1部』（創元社、1953年）
- 『大村純忠伝』（大村純忠公伝記刊行会、1955年）
- 『じゃぱのろじい行脚』（私家版・自費出版、1962年）
- 『日葡交渉史』（教文館、1963年）
- 『在南欧日本関係文書採訪録』（養徳社、1964年）
- 『南蛮史料の発見 よみがえる信長時代』（中公新書、1964年）
- 『天正少年使節』（角川書店〈角川新書〉、1965年）
- 『太閤と外交―秀吉晩年の風貌』（桃源社、1966年）
- 『南蛮巡礼』（朝日新聞社、1967年、中公文庫、1981年）
- 『近世初期日本関係南蛮史料の研究』（風間書房、1967年）
- 『キリシタン―史実と美術』（淡交社、1969年）
- 『慶長使節―日本人初の太平洋横断』（新人物往来社、1969年）
- 『南蛮のバテレン―東西交渉史の問題をさぐる』（日本放送出版協会〈NHKブックス〉、1970年）
- 『天正の少年使節』（小峰書店、1970年、偕成社文庫、1980年）、児童出版 ※松田 翠鳳（すうほう）名義
- 『江戸南蛮東京』（読売新聞社、1971年）
- 『ふたつの使節』（日本放送出版協会〈NHKブックスジュニア〉、1972年）、児童出版
- 『秀吉の南蛮外交―サン・フェリーペ号事件』（新人物往来社、1972年）
- 『黄金のゴア盛衰記―欧亜の接点を訪ねて』（中央公論社、1974年、中公文庫、1977年）
- 『南蛮の世界』（東海大学出版会〈東海大学文化選書〉、1975年）
- 『キリシタン研究 第2部　論攷篇』 （風間書房、1975年）
- 『南蛮遍路』（読売新聞社、1975年）
- 『史譚 天正遣欧使節』（講談社、1977年）
  - 『天正遣欧使節』（臨川書店 1990年、講談社学術文庫、1999年）
- 『大村純忠伝 付・日葡交渉小史』（教文館、1978年）
- 『キリシタン時代を歩く』（中央公論社、1981年7月）
- 『南蛮人の日本発見』（中央公論社、1982年11月）
- 『西洋との出会い 南蛮太閤記』（大阪書籍「朝日カルチャーブックス」（上・下） 1982年6月）
  - 『南蛮太閤記』（朝日文庫、1991年）、講義録
- 『渡欧日記 昭和三十四・五年』（同朋舎出版、1987年2月）
- 『わたしの旅路 六十年』（文藝春秋、1987年3月）、研究自伝
- 『伊達政宗の遣欧使節』（新人物往来社、1987年9月）
- 『日欧のかけはし 南蛮学の窓から』（思文閣出版、1990年9月）

以下は増訂再刊
- 『南蛮遍路　フロイス研究回顧録』（朝文社 1991年7月）、著作選集 2002年12月
- 『南蛮のバテレン』（朝文社 1991年7月、新装版1993年8月）、著作選集、2001年9月
- 『天正遣欧使節』（朝文社 1991年12月）、著作選集 2001年9月 + 2008年1月
- 『ヴァリニャーノとキリシタン宗門』[2]（朝文社 1992年3月）、著作選集 2003年3月 + 2008年4月
- 『豊臣秀吉と南蛮人』（朝文社 1992年5月）、著作選集 2001年12月
- 『慶長遣欧使節 徳川家康と南蛮人』（朝文社、1992年6月）、著作選集、2002年12月
- 『江戸南蛮東京　南蛮文化の源流をもとめて』（朝文社、2009年5月）、紀行文集

### 共編著
- 『ポルトガルエヴォラ新出屏風文書の研究』（海老沢有道共著、ナツメ社、1963年）
- 『日欧交渉史文献目録』（一誠堂書店、1965年）
- 『フロイスの日本覚書 日本とヨーロッパの風習の違い』（エンゲルベルト・ヨリッセン共著、中公新書、1983年）
- 『織田信長事典』（岡本良一・奥野高廣・小和田哲男共編、新人物往来社、1989年）

### その他
- 『日本関係イエズス会原文書　京都外国語大学付属図書館所蔵』（同朋舎、1987年）、責任編集
- 監訳『十六・七世紀イエズス会日本報告集』（全15巻、同朋舎、1987年 - 1998年）
- 『南蛮学の発見　松田毅一先生の追悼と足跡』（松田毅一先生を偲ぶ会、思文閣出版、1997年11月）- 追悼文集＋年譜・書誌

### 翻訳
- ヨハネス・ラウレス『織田信長とキリスト教』（中央出版社、1947年）
- ヨハネス・ラウレス『高山右近の生涯―日本初期基督教史』（エンデルレ書店、1948年）
- ヨハネス・ラウレス『高山右近の研究と史料』（六興出版社、1949年）
- ヴァリニャーノ 『日本巡察記』「東西交渉旅行記全集 第5巻」[3]（桃源社、1965年） 
  - 増訂版『日本巡察記』（平凡社東洋文庫、1973年、ワイド版2007年）
- 『回想の織田信長　フロイス「日本史」より』（川崎桃太共編訳、中公新書、1973年／中公文庫、2020年）
- 『秀吉と文禄の役　フロイス「日本史」より』（川崎桃太共編訳、中公新書、1974年）
- ルイス・フロイス 『日本史』（川崎桃太共訳、中央公論社（全12巻）、1977年 - 1980年、普及版：1981年 - 1982年）
  - 新編『完訳 フロイス日本史』（中公文庫（全12巻）、2000年）
- パブロ・パステルス『16-17世紀 日本・スペイン交渉史』（大修館書店、1994年）